# Vuelta a Murcia 2006
La 26ª Vuelta Ciclista a Murcia (oficialmente: Vuelta Ciclista a Murcia-Costa Cálida), trascurrió entre el 1 y el 5 de marzo de 2006. La carrera estuvo dividida en 5 etapas para un total de 643,2 km.
Participaron 14 equipos. 3 equipos españoles del UCI ProTeam (Illes Balears-Caisse d'Epargne, Euskaltel-Euskadi y Liberty Seguros); y los 5 de categoría Profesional Continental (Kaiku, Comunitat Valenciana, Andalucía-Paul Versan y Relax-GAM y el equipo murciano 3 Molinos Resort). En cuanto a representación extranjera, estuvieron 6 equipos: los ProTeam del Lampre, Rabobank, Discovery Channel Pro Cycling Team y Gerolsteiner; y los Profesionales Continentales del Unibet.com y Ceramica Panaria. Formaron así un pelotón de 112 ciclistas con 8 corredores cada equipo.
José Iván Gutiérrez se alzó con la victoria en la general tras la descalificación de Santos González.

## Etapas
| Etapa | Fecha      | Recorrido                         | Km         | Ganador               | Líder               |
| ----- | ---------- | --------------------------------- | ---------- | --------------------- | ------------------- |
| 1.ª   | 1 de marzo | Murcia-Las Torres de Cotillas     | 162,2      | Heinrich Haussler     | Heinrich Haussler   |
| 2ª    | 2 de marzo | Alcantarilla-Alhama de Murcia     | 172,4      | Alejandro Valverde    | Ángel Vicioso       |
| 3ª    | 3 de marzo | Jumilla-Jumilla                   | 21,3 (CRI) | José Iván Gutiérrez   | José Iván Gutiérrez |
| 4ª    | 4 de marzo | Caravaca-Alto del Collado Bermejo | 148,6      | Carlos García Quesada | José Iván Gutiérrez |
| 5ª    | 5 de marzo | Murcia-Murcia                     | 138,7      | Heinrich Haussler     | José Iván Gutiérrez |

## Clasificaciones finales
| \| \| Santos González \| 15h 33' 02 \| \| 1. \| José Iván Gutiérrez \| 15h 33' 05" \| \| 2. \| David Bernabéu \| + 24" \| \| 3. \| Jan Hruška \| + 29" \| \| 4. \| Carlos García Quesada \| + 36" \| \| 5. \| Ángel Vicioso \| + 38" \| \| 6. \| Alejandro Valverde \| + 1 06" \| \| 7. \| Damiano Cunego \| + 1' 38" \| \| 8. \| Giuliano Figueras \| + 1' 50" \| \| 9. \| Emanuele Sella \| + 1' 58" \| |                       |             |
| | Santos González       | 15h 33' 02  |
| 1. | José Iván Gutiérrez   | 15h 33' 05" |
| 2. | David Bernabéu        | + 24"       |
| 3. | Jan Hruška            | + 29"       |
| 4. | Carlos García Quesada | + 36"       |
| 5. | Ángel Vicioso         | + 38"       |
| 6. | Alejandro Valverde    | + 1 06"     |
| 7. | Damiano Cunego        | + 1' 38"    |
| 8. | Giuliano Figueras     | + 1' 50"    |
| 9. | Emanuele Sella        | + 1' 58"    |

| \| 1. \| Heinrich Haussler \| 50 P. \| \| 2. \| Ángel Vicioso \| 48 P. \| \| 3. \| Maximiliano Richeze \| 40 P. \| |                     |       |
| 1. | Heinrich Haussler   | 50 P. |
| 2. | Ángel Vicioso       | 48 P. |
| 3. | Maximiliano Richeze | 40 P. |

| \| 1. \| Carlos García Quesada \| 24 P. \| \| \| Santos González \| 17 P. \| \| 2. \| Alejandro Valverde \| 12 P. \| |                       |       |
| 1. | Carlos García Quesada | 24 P. |
| | Santos González       | 17 P. |
| 2. | Alejandro Valverde    | 12 P. |

| \| \| Santos González \| 8 P. \| \| 1. \| José Iván Gutiérrez \| 10 P. \| \| 2. \| Ángel Vicioso \| 15 P. \| |                     |       |
| | Santos González     | 8 P.  |
| 1. | José Iván Gutiérrez | 10 P. |
| 2. | Ángel Vicioso       | 15 P. |

| \| 1. \| Comunidad Valenciana \| 46h 43' 48" \| \| 2. \| Lampre-Fondital \| + 1' 01" \| \| 3. \| Caisse d'Epargne \| + 1' 34" \| |                      |             |
| 1. | Comunidad Valenciana | 46h 43' 48" |
| 2. | Lampre-Fondital      | + 1' 01"    |
| 3. | Caisse d'Epargne     | + 1' 34"    |